# Clemens August Carl Klenze

Clemens August Carl Klenze

Clemens August Carl Klenze (* 22. Dezember 1795 in Heissum; † 14. Juli 1838 in Berlin) war ein deutscher Rechtswissenschaftler, Hochschullehrer und Kommunalpolitiker.

## Leben
Clemens Klenze war ein Sohn des Gotthelf Friedrich Klenze (1757–1813), Amtmann und Amtspächter in Liebenburg und Gutsbesitzer in Heissum, und Gertrud Josefa Theresia, geborene Meyer und Tochter eines Arztes in Osnabrück, (1761–1813). Sein Großvater Karl Gustav Klenze, hildesheimischer Amtsrat in Steuerwald, entstammte einer mecklenburgischen Amtmannsfamilie. Die Familie hatte sieben Kinder, Clemens war der jüngste Sohn. Der Architekt Leo von Klenze war sein älterer Bruder.
Er kämpfte in den Befreiungskriegen. Klenze studierte an der Universität Göttingen und an der Friedrich-Wilhelms-Universität Berlin Rechtswissenschaften. In Göttingen gründete er mit seinem Freund Karl Lachmann eine Societas philologica Gottingensis. 1820 wurde er zum Dr. iur. promoviert. Friedrich Carl von Savigny übte großen Einfluss auf Klenzes wissenschaftliche Ausrichtung und Laufbahn aus. Durch ihn wurde Klenze angeregt, sich dem akademischen Lehrfach zu widmen. 1823 wurde er außerordentlicher und 1826 ordentlicher Professor für römische Rechtsgeschichte an der Friedrich-Wilhelms-Universität Berlin. 1828/1829 war er Rektor der Universität. Er war Redaktionsmitglied der Zeitschrift für geschichtliche Rechtswissenschaft, in der er zahlreiche Abhandlungen veröffentlichte. Er gehörte der von Philipp Buttmann gegründeten Gesetzlosen Gesellschaft zu Berlin an.
Clemens Klenze beteiligte sich in Berlin am Ausbau der Friedrich-Wilhelm-Stadt, an der Stiftung des Nikolaushospitals und an verschiedenen industriellen Unternehmungen, durch die er zu Vermögen gelangte. Klenze gilt als einer der Begründer des Seebades Heringsdorf, wo er in der Kulmstraße ein Haus errichten ließ. Ab 1833 gehörte er der Berliner Stadtverordnetenversammlung an, wo er sich für eine Vielzahl gemeinnütziger Bestrebungen einsetzte. Er war einer der Stifter der 1836 von Heinrich Ludwig Lobeck gegründeten Berlinischen Lebens-Versicherungs-Gesellschaft.

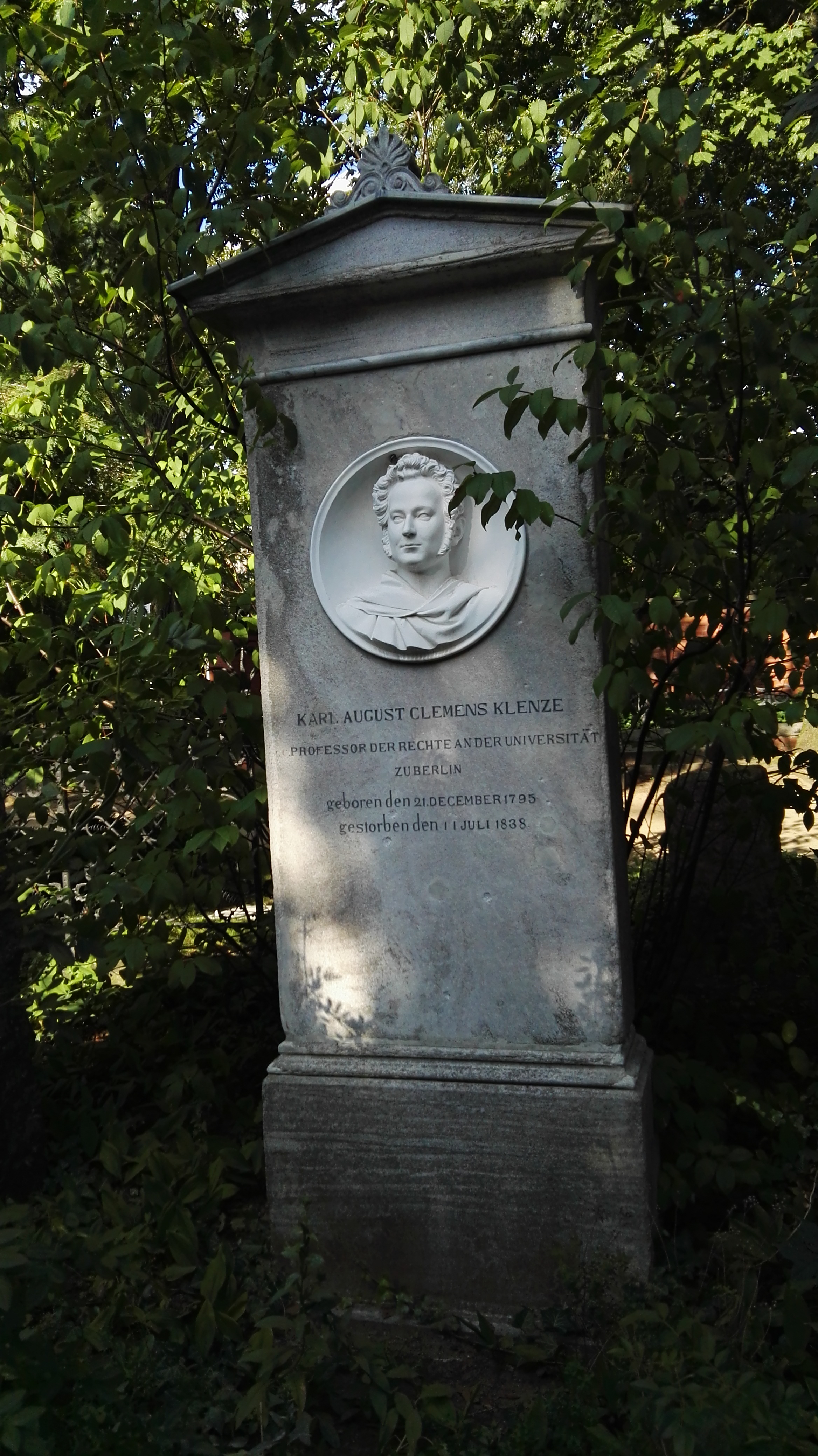
Grabmal

Clemens Klenze starb 1838 unerwartet, nach dem Bericht Karl Lachmanns nach sechsstündigem Leiden, an den Folgen einer Erkältung oder eines Choleraanfalls. Er wurde auf dem Friedrichswerderschen Friedhof beigesetzt. Sein Grabmal mit einem Porträtmedaillon von Fritz Schäper wurde 1889 auf den Dorotheenstädtischen Friedhof versetzt.
Der mit ihm eng befreundete Philologe Karl Lachmann wohnte seit 1824 im Haus der Familie Klenze. Er gab nach Klenzes Tod dessen Philologische Abhandlungen heraus.
Clemens Klenze war mit Therese Bremer verheiratet. Ihre Tochter Anna (1826–1879) heiratete den Arzt Ernst Delbrück. Der Staatssekretär Clemens von Delbrück (1856–1921) war sein Enkel.

## Schriften
- Querelae inofficiosi testamenti natura e principiis jur. rom. antejustin. eruta. Berlin 1820 (Dissertation).
- Fragmenta legis Serviliae repet. ex tabulis aeneis primum conjunxit, restituit, illustr. C. A. C. K. Berlin 1825.
- Lehrbuch der Geschichte des römischen Rechtes, ein Grundriß aus den Quellen., 1827, 2. Aufl. 1835.
- Lehrbuch des gemeinen Strafrechts, ein Grundriß aus den Quellen. 1833.
- Kritische Phantasien eines praktischen Staatsmannes. Bericht über Schultz’s Grundlage zu einer gesch. Staatswissenschaft der Römer. 1834.
- Ph. Buttmann und die Gesetzlosen. Am 4. November / 5. Dezember 1934. Statt Handschrift für die Mitglieder der gesetzlosen Gesellschaft. Reimer, Berlin 1834, (Google Books).
- Lehrbuch des Strafverfahrens, ein Grundriß aus den Quellen. 1836.
- Institutio Gregoriani aus der Pithou’schen, jetzt Berliner Handschrift. 1838 (widerlegt durch Hänel in Richter’s Jahrbüchern 1838. S. 587–603).
- Philologische Abhandlungen. Lachmann, Berlin 1839.